# Альфа-клетка

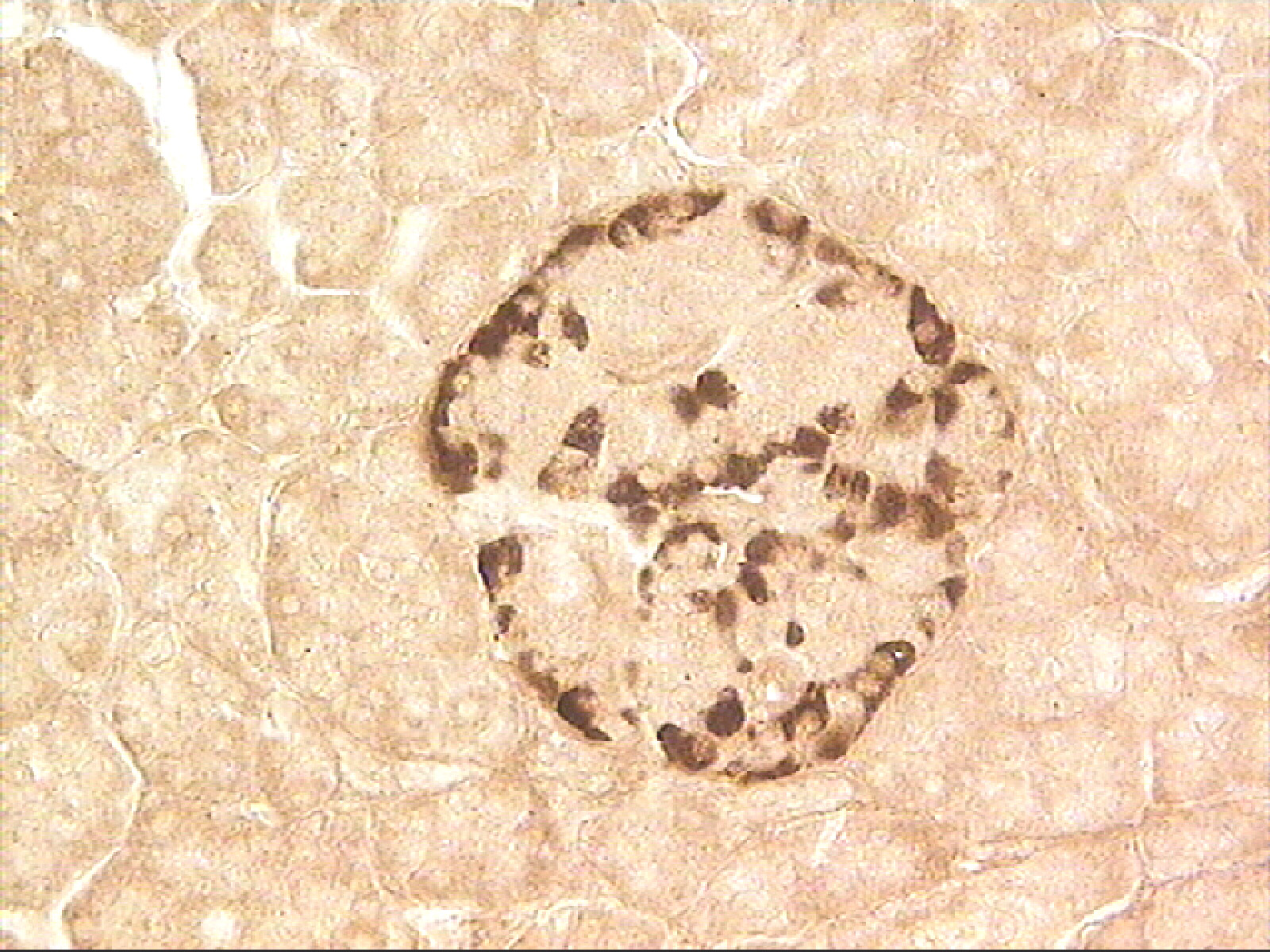
Альфа-клетка островков Лангерганса. Стрептавидин-биотин иммуногистохимическая техника, антитела к глюкагону

α-Кле́тки — один из видов клеток, образующих эндокринную часть поджелудочной железы.Таким образом, эти клетки являются одним из типов клеток, входящих в состав панкреатических островков. Альфа-клетки продуцируют гормон глюкагон, одним из эффектов которого является повышение уровня глюкозы в крови. Кроме этого, альфа-клетки панкреатических островков сходны по ряду биохимических и физиологических характеристик с нервными клетками: например, они содержат ацетилхолин.
При электронной микроскопии альфа-клетки выделяются благодаря характерным гранулам, содержащим плотное ядро, окружённое узким светлым ободком. Размеры гранул составляют около 230 нм. Они устойчивы к действию спирта, однако растворимы в воде; проявляют сродство к кислым красителям.
У грызунов альфа-клетки расположены преимущественно по периферии панкреатических островков, у человека островки имеют недостаточно упорядоченную структуру и альфа-клетки как правило обнаруживаются внутри них. Кроме того, соотношение α-клеток мыши и человека отличается: доля α-клеток в островках мыши (18 %) ниже, чем у человека (38 %).
В пренатальном онтогенезе предшественниками эндокринных клеток островков являются эпителиальные клетки протоков развивающейся поджелудочной железы. Дифференцировка четырех типов эндокринных клеток начинается в зачатке поджелудочной железы не одновременно. У человека на 7-й неделе после  оплодотворения выявляются единичные бета-клетки; глюкагон, соматостатин и панкреатический полипептид на этом сроке не выявляются. У 8-ми недельных плодов позитивная реакция на инсулин и глюкагон обнаружена в единичных  эпителиальных клетках протоков в центральной области тела железы.